# 宮島交通
有限会社宮島交通（みやじまこうつう）は、広島県廿日市市に本社を置いていたタクシー事業者である。
広島市の株式会社ニシキタクシーの系列会社である。

## 沿革
- 1986年7月 - ニシキタクシーの系列に入る。
- 1996年11月1日 - 宮島乗合タクシー「メイプルライナー」運行開始。
- 2012年5月22日 - カープタクシー傘下の宮島カープタクシーに事業譲渡。

## 乗合タクシー

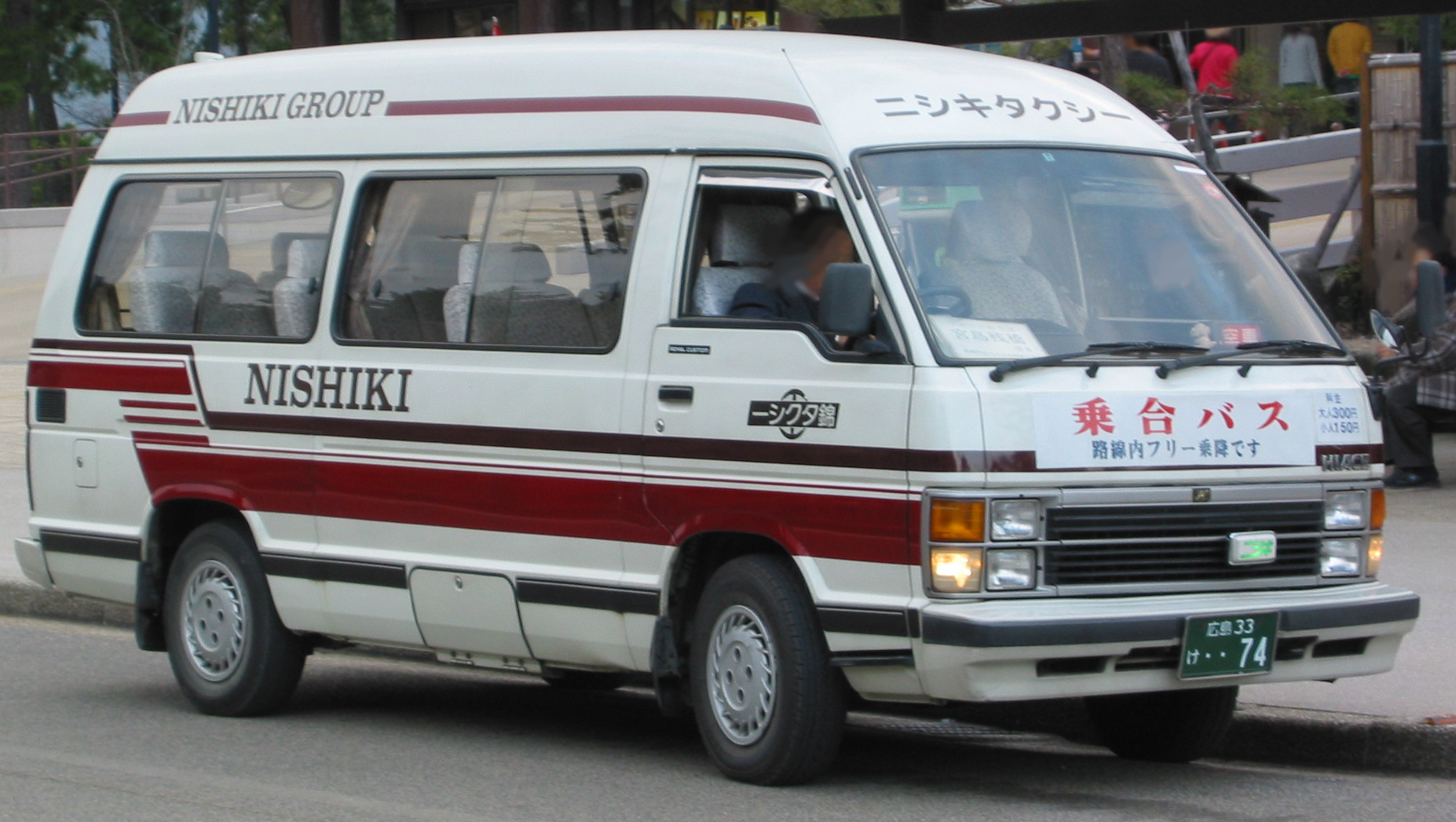
メイプルライナーの車両（2007年）

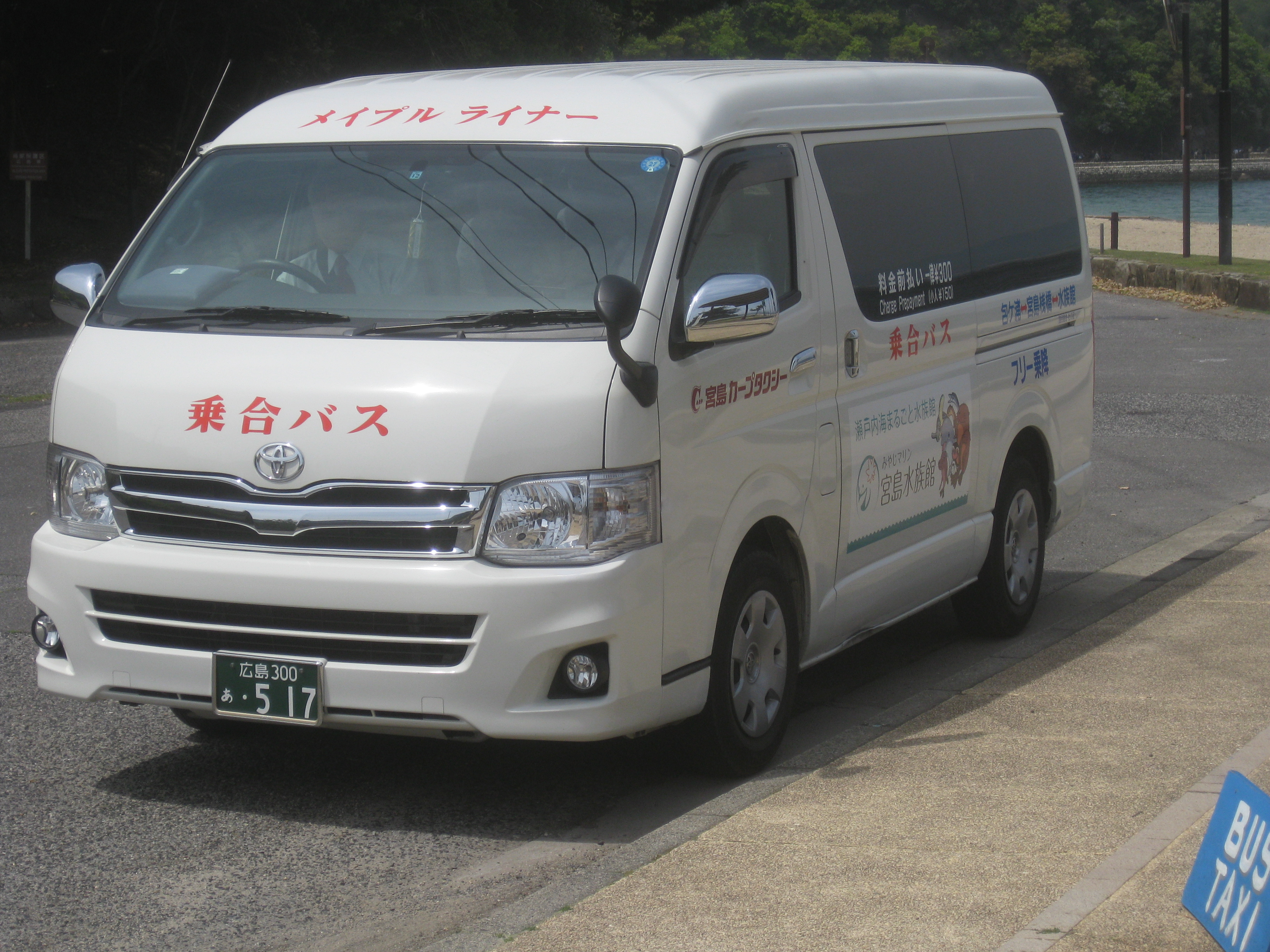
メイプルライナーの車両（2015年）

厳島島内で以下の乗合タクシー路線を運行していた。
宮島乗合タクシー「メイプルライナー」
- 包ヶ浦 - 杉ヶ浦 - 宮島桟橋 - 宮島水族館
  - 運賃：大人300円、小人150円
  - 広島電鉄の島内バス路線廃止に伴い、運行を開始した。